# Lijst van opvarenden van de Bounty

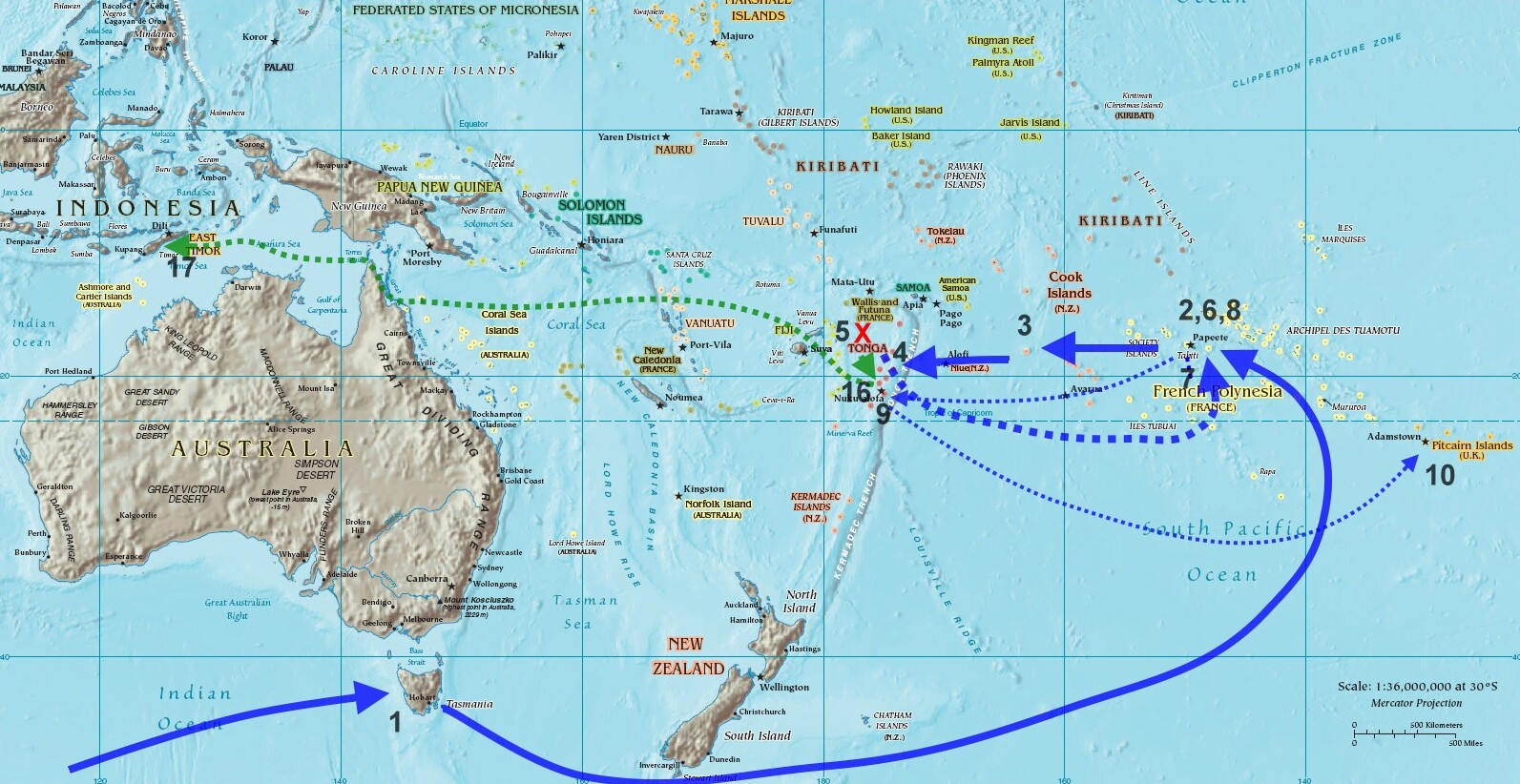
Reis van de Bounty
Reis van de sloep van Bligh

De tabel in dit artikel geeft informatie over de opvarenden van HMAV Bounty, het schip dat wereldberoemd werd door de geruchtmakende muiterij.
De derde kolom kan de volgende gegevens bevatten:
- sloep: Werd door de muiters in de sloep overboord gezet en bereikte uiteindelijk Engeland (of overleed eerder). De opvarenden waarbij sloep staat, hadden natuurlijk geen schuld aan de muiterij en kwamen niet voor de krijgsraad. De overigen waren echter niet allemaal schuldig.
- Tahiti: Voer na de muiterij terug naar Tahiti en stierf daar voordat de Pandora arriveerde.
- Pitcairn: Voer na de muiterij via Tahiti naar Pitcairn en overleed daar.
- schipbreuk: Voer na de muiterij naar Tahiti, werd daar door de Pandora gearresteerd, verdronk bij de schipbreuk van de Pandora.
- geëxecuteerd, begenadigd, vrijgesproken: Voer na de muiterij naar Tahiti, werd daar door de Pandora gearresteerd en in Engeland voor de krijgsraad gebracht. De veroordeelden werden op 29 oktober 1792 opgehangen. Degenen die bij de muiterij passief bleven, werden schuldig bevonden maar kregen gratie van de koning. Degenen die bereid waren met de sloep mee te gaan, maar door de muiters tegengehouden werden (omdat de sloep vol was of omdat ze op het schip niet gemist konden worden), waren zonder meer vrijgesproken.

| Naam                          | Functie               | Levensloop na de muiterij | Verdere gegevens |
| ----------------------------- | --------------------- | ------------------------- | --- |
| John Adams of Alexander Smith | volmatroos            | Pitcairn                  | Was de enige overlevende toen Pitcairn door de Topaz herontdekt werd. |
| William Bligh                 | kapitein              | sloep                     | Werd later gouverneur van New South Wales. |
| William Brown                 | botanicus             | Pitcairn                  | Door Tahitiërs op Pitcairn gedood. |
| Thomas Burkett                | volmatroos            | geëxecuteerd              | |
| Roger Byam                    | adelborst             | vrijgesproken             | Fictief persoon van het boek Mutiny on the Bounty. Byam heeft in werkelijkheid nooit bestaan.                                                                                              |
| Michael Byrne                 | volmatroos en violist | vrijgesproken             | Bligh achtte hem onschuldig. Hij was vrijwel blind en hoewel hij de rang van volmatroos had, was hij waarschijnlijk niet in staat als matroos te werken. Hij voer alleen mee als muzikant. |
| Fletcher Christian            | stuurmansmaat         | Pitcairn                  | Leider van de muiterij. Door Tahitiërs op Pitcairn gedood. |
| Charles Churchill             | provoost              | Tahiti                    | Probeerde tijdens het verblijf op Tahiti te deserteren. Werd na terugkeer van de Bounty op Tahiti door Matthew Thompson vermoord.                                                          |
| William Cole                  | bootsman              | sloep                     | |
| Joseph Coleman                | wapensmid             | vrijgesproken             | Bligh achtte hem onschuldig. |
| Thomas Ellison                | volmatroos            | geëxecuteerd              | Hij was slechts 16 jaar oud op het moment van de muiterij en zal de gevolgen van zijn daden ongetwijfeld niet gerealiseerd hebben.                                                         |
| William Elphinstone           | stuurmansmaat         | sloep                     | Stierf in Batavia |
| John Fryer                    | stuurman              | sloep                     | |
| Thomas Hall                   | volmatroos en kok     | sloep                     | Stierf in Batavia |
| John Hallett                  | adelborst             | sloep                     | Voer later mee met de Pandora om te helpen bij het arresteren van de muiters. |
| Thomas Hayward                | adelborst             | sloep                     | Voer later mee met de Pandora om te helpen bij het arresteren van de muiters. |
| Peter Heywood                 | adelborst             | begenadigd                | |
| Henry Hillbrant               | volmatroos en kuiper  | schipbreuk                | |
| John Huggan                   | chirurg               | stierf vóór de muiterij   | Stierf op Tahiti door dronkenschap. |
| Robert Lamb                   | volmatroos en slager  | sloep                     | Stierf in Batavia. |
| Lawrence Lebogue              | zeilmaker             | sloep                     | Voer later opnieuw met Bligh naar Tahiti. |
| Thomas Ledward                | chirurgsmaat          | sloep                     | |
| Peter Linkletter              | kwartiermeester       | sloep                     | Stierf in Batavia. |
| Isaac Martin                  | volmatroos            | Pitcairn                  | Door Tahitiërs op Pitcairn gedood. |
| William McCoy                 | volmatroos            | Pitcairn                  | Was dronken en viel op Pitcairn van een klif. |
| Thomas McIntosh               | timmermansmaat        | vrijgesproken             | Bligh achtte hem onschuldig. |
| John Mills                    | kanonniersmaat        | Pitcairn                  | Door Tahitiërs op Pitcairn gedood. |
| John Millward                 | volmatroos            | geëxecuteerd              | Probeerde tijdens het verblijf op Tahiti te deserteren. |
| James Morrison                | bootsmansmaat         | begenadigd                | |
| William Muspratt              | volmatroos            | vrijgesproken             | Probeerde tijdens het verblijf op Tahiti te deserteren. |
| David Nelson                  | botanicus             | sloep                     | Stierf op 20 juli, na aankomst van de sloep op Timor. |
| Charles Norman                | timmermansmaat        | vrijgesproken             | Bligh achtte hem onschuldig. |
| John Norton                   | kwartiermeester       | sloep                     | Werd door de inheemse bevolking gedood terwijl de sloep van Tofua wegvoer. Bligh vermeldde dat hij zeer op Norton gesteld was.                                                             |
| William Peckover              | kanonnier             | sloep                     | |
| William Purcell               | timmerman             | sloep                     | |
| Matthew Quintal               | volmatroos            | Pitcairn                  | Young en Adams kwamen op Pitcairn overeen dat hun veiligheid alleen gegarandeerd kon worden door Quintal te doden (volgens het verslag van Adams).                                         |
| John Samuel                   | klerk-hofmeester      | sloep                     | |
| George Simpson                | kwartiermeestersmaat  | sloep                     | |
| Richard Skinner               | volmatroos            | schipbreuk                | |
| John Smith                    | volmatroos            | sloep                     | Voer later opnieuw met Bligh naar Tahiti. |
| George Stewart                | adelborst             | schipbreuk                | |
| John Sumner                   | volmatroos            | schipbreuk                | |
| Matthew Thompson              | volmatroos            | Tahiti                    | Werd door Tahitiërs geëxecuteerd na de moord op Churchill. |
| Robert Tinkler                | adelborst             | sloep                     | |
| James Valentine               | volmatroos            | stierf vóór de muiterij   | Stierf bij Tasmanië op 10 oktober 1788, nog voordat Tahiti bereikt werd. |
| John Williams                 | volmatroos            | Pitcairn                  | Door Tahitiërs op Pitcairn gedood. |
| Edward Young                  | adelborst             | Pitcairn                  | Overleden op Pitcairn. |